# پروینه آهنگر
پروینه آهنگر (انگلیسی: Parveena Ahanger؛ از سرینگر، کشمیر) رئیس هیئت مدیره، و مؤسس و رئیس انجمن والدین افراد ناپدید شده (APDP) در سرینگر و کشمیراست.

## افتخارات
او در سال ۲۰۱۷ برای «اعتراض علیه ناپدید شدن اجباری» و درخواست عدالت برای قربانیان خشونت در جامو و کشمیر برنده جایزه یادبود تورف رافتو شد. او برای جایزه صلح نوبل در سال ۲۰۰۵ نامزد شد. پروینه همچنین به عنوان «بانوی آهنین کشمیر» نیز شناخته می‌شود. او توسط شبکه معتبر رسانه‌ای هند سی‌ان‌ان آی‌بی‌ان برای جایزه مورد علاقه نامزد شد اما پروینه به خاطر رویکرد خدعه آمیزی که توسط رسانه‌های هندی در مورد درد و فجایع تراژدی کشمیر صورت گرفته بود آن را نپذیرفت.